# キリスト教再建主義
キリスト教再建主義（キリストきょうさいけんしゅぎ、Christian Reconstructionism）とは、クリスチャンが人間の生活における全領域において、キリスト教信仰を実践するよう求めるプロテスタント、キリスト教の運動である。社会の道徳的再建を説く改革運動。単に、「リコンストラクション」と呼ばれることもある。

## キリスト教再建主義の5条件
再建主義の5条件は次の通り。
1. 第一条件－前提主義、クリスチャンとノン・クリスチャンの間に中立的な中間領域がないというコーネリウス・ヴァン・ティルの信念。これは聖書が自らその真理のシステムと世界観を啓示していることを前提とする。
2. 第二条件－統治主義（文化命令）、創世記1:28における生めよ、増えよ、地に満ちよ、地を従わせよ。また、マタイ28:18−20における大宣教命令である、これらの神の命令から来ている。
3. 第三条件－神法主義（セオノミー）、新約聖書と旧約聖書の原理、道徳律法と司法律法の、一般的な家族、教会、市民政府への適用。
4. 第四条件－契約主義
5. 第五条件－後千年王国主義、神の国がイエス・キリストの初臨において始まり、それは歴史を通し、キリスト教信仰への回心を通して地全体を満たすまで進むというキリスト教終末論。

## 特色
キリスト教再建主義の特色は以下のものを含む。カルヴァン主義の社会の変革の前に、必要とされる個人的な再生、最小国家主義。クリスチャン再建主義は、ユダヤ教再建主義、進歩的再建主義、多神教再建主義、またアメリカ南北戦争の後に続いた再建期間とは関係がない。

## 背景
- アメリカ再生論の提唱でアメリカ国内で注目を集めており、1987年2月20日、クリスチャニティ・トゥディが運動を特集した。
- 旧約時代の神権政治国家としてのイスラエルはアメリカ再建のためにの青写真であると考えて、旧約の律法の全体をできる限り今日に適用させようとする。十戒などの道徳律法、処罰規定、経済的規定、族長時代にならった家庭中心の生活観と教育観、共産主義の拒否などを提唱している。
- 律法の具体的な取り扱いをめぐっては、ウェストミンスター信仰告白を遵守する教会における基本事項であるが、現代社会での適用では様々な意見がある。

## 主な指導者
- R・J・ラッシュドゥーニーはこの運動の中心人物である、この運動に関した三十冊以上の著者である。
- ゲイリー・ノースも指導的な役割を果たしていた。彼は、キリスト教経済研究所を主宰していた。
- 富井　健は、日本において再建主義を教え、広めた功績がある。

## 日本のキリスト教界からの評価
ミレニアムを主宰していた富井　健は彼が牧師をしていた聖書キリスト教会において、この神学に傾倒していたが、同教会から異端ではないが危険な教えであると宣言された。日本の教会において、この神学を適用するのは危険であると認識されているが、これは日本のみの現象であり、諸外国も同様であるとは言えない。

## 主な文献
- 『聖書律法綱要』ラッシュドゥーニー著　富井健訳 福音総合研究所刊
- The Institute of Biblical Law,1973
- Biblical Blueprint Series,1990
- Tools of Dominion,1990